# 豹/ジャガー
『豹/ジャガー』（ひょう/ジャガー、原題：Il mercenario、英題：The Mercenary）は、1968年制作のマカロニ・ウェスタン。セルジオ・コルブッチ監督、フランコ・ネロ、ジャック・パランスらが出演。

## あらすじ
舞台は革命前夜のメキシコ。精悍な顔立ちから“ジャガー”の異名をとる早射ちのガンマン、セルゲイ・コワルスキは、メキシコ国境に銀山をもつ富豪アルフォンソ・ガルシアから、革命の気配のあるメキシコから安全な場所へ銀を移送する際の護衛を依頼される。
しかし、銀山はすでにパコ率いる革命軍に占拠されていた。さらに、商売敵の殺し屋カーリーがガルシアに接近し、用心棒として雇われる。コワルスキはパコから金を受け取ってひと仕事したため、革命軍の参謀に迎えられることに。
革命軍は次々と町々を解放していくが、ガルシアと政府軍をも敵に回した革命軍はやがて激しい戦闘の末に壊滅、命からがら逃れたコワルスキとパコは、途中から彼らに加わった美しいメキシコ娘のコロンバの協力を得て反撃を開始する。

## キャスト
| 役名           | 俳優                     | 日本語吹替                                                                       |
| 役名           | 俳優                     | NETテレビ版                                                                      |
| -------------- | ------------------------ | -------------------------------------------------------------------------------- |
| ジャガー       | フランコ・ネロ           | 石田太郎                                                                         |
| カーレー       | ジャック・パランス       | 小林清志                                                                         |
| パコ・ローマン | トニー・ムサンテ         | 高山栄                                                                           |
| コロンバ       | ジョヴァンナ・ラッリ     | 此島愛子                                                                         |
| ガルシア       | エドゥアルド・ファヤルド | 神田隆                                                                           |
| スタッズ       | ブルーノ・コーラザリ     | 青野武                                                                           |
| 不明 その他    |                          | 田中康郎 早川雄三 加藤正之 藤本譲 石井敏郎 木原正二郎 高橋秋司 山本宏 河合磋智子 |
|                |                          |                                                                                  |
| 演出           | 演出                     | 加藤敏                                                                           |
| 翻訳           | 翻訳                     | 木原たけし                                                                       |
| 効果           |                          |                                                                                  |
| 調整           |                          |                                                                                  |
| 制作           | 制作                     | 東北新社                                                                         |
| 解説           | 解説                     | 筈見有弘                                                                         |
| 初回放送       | 初回放送                 | 1974年7月27日 『土曜映画劇場』                                                   |

※日本語吹替はDVD・BDに収録。(正味約71分)

## その他
クエンティン・タランティーノは、自身の映画ランキングのスパゲッティ・ウェスタン トップ20の第4位に本作をランクインしている。